# حسن کورس
حسن کورس  سیاست‌مدار ایرانی بود، که در دوره نوزدهم  مجلس شورای ملی بعنوان نماینده تهران در مجلس شورای ملی حضور داشت.